# 3077 Henderson
A 3077 Henderson (ideiglenes jelöléssel 1982 SK) a Naprendszer kisbolygóövében található aszteroida. Edward L. G. Bowell fedezte fel 1982. szeptember 22-én.